# Utricularia biceps
Utricularia biceps — вид рослин із родини пухирникових (Lentibulariaceae).

## Етимологія
Видовий епітет від лат. biceps — «двоголовий», що стосується найвидатніших характеристик виду — гребінь на піднебінні з двома випнутими частками, а також шпора з роздвоєною верхівкою.

## Біоморфологічна характеристика
Вид найбільш подібний до Utricularia tricolor A.St.-Hil., але має ряд морфологічних відмінностей: нижня губа віночка з виразним дволопатевим гребенем, шпора з роздутою і роздвоєною верхівкою, приблизно такої ж довжини, що й нижня губа, насіння яйцеподібної форми, придатки пастки, що виходять із плоского розширення в апікальній частині рота пастки.
Середньорослий багаторічник, наземний. Ризоїди нечисленні, ниткоподібні. Столони нечисленні, ниткоподібні, малорозгалужені, до 6 см завдовжки й ≈ 0.2 мм у товщину. Листки нечисленні, біля основи квітконіжки 1–4 розеткові, пластина зворотнояйцювата з округлою верхівкою, від зеленого до червоного кольору, 5–20 × 1.5–4.0 мм. Пастки численні на столонах, широкояйцеподібні, ≈ 1 × 1 мм, рот базальний. Суцвіття прямовисне, просте, одиночне, 12.0–31.5 см завдовжки. Квіток 2–7. Частки чашечки нерівні, верхня частка довша за нижню, голі. Віночок фіолетовий, з жовто-оранжевим гребінцем біля основи нижньої губи, дрібнососочковий, 8–10 мм завдовжки; шпора циліндрична. Коробочка куляста, до 2 мм у діаметрі. Насіння яйцеподібне.

## Середовище проживання
Цей новий вид є ендемічним для campos rupestres у східній Бразилії. Вид відомий лише з одного місця, де росте на окрайцях багаторічної річки на острівцях рослинності над кварцитовими породами або на тріщинах тієї ж породи, у піщаному ґрунті з органічними речовинами; на висоті ≈ 790 м.